# Красноармейский сельский совет (Харьковская область)
Красноарме́йский (Второ́й) либо Червоноарме́йский се́льский сове́т — входил до 2016 года в состав
Волчанского района Харьковской области
Украины.
Административный центр сельского совета находился в
селе Второе Красноармейское (с 2016 — Кирилловка).

## История
- 1917 — дата образования Николаевского(?) сельского Совета депутатов трудящихся в составе Волчанского уезда Харьковской губернии Российской республики.
- С 1923 года — сельсовет в составе Харьковского округа, с 1932 — Харьковской области УССР.
- 23 июля 2015 — согласно закону «О добровольном объединении территориальных общин» в Волчанском районе Старосалтовский поссовет и Гонтаровский, Молодовско́й, Хотомля́нский, Красноармейский и Шестако́вский сельсоветы своим решением от 23.07.2015 образовали Старосалтовскую поселковую территориальную общину с админцентром в Старом Салтове, включив в её состав сёла:

Березники (Волчанский район),
Гонтаровка,
Дедовка (Волчанский район),
Металловка,
Молодовая,
Москалёвка (Волчанский район),
Паськовка (Волчанский район),
Перковка (Волчанский район),
Петровское (Волчанский район),
Погорелое (Волчанский район),
Профинтерн (Волчанский район),
Радьково (Волчанский район),
Середовка (Волчанский район),
Томаховка (Волчанский район),
Фёдоровка (Волчанский район),
Хотомля,
Красноармейское Второе,
Шестаково (Волчанский район),
Широкое (Волчанский район).
Официальной датой создания данной территориальной общины считается 7 сентября 2015 года.
- 15 апреля 2016 года решением Харьковского областного совета данный сельсовет был снят с учёта.[4]
- 17 июля 2020 года в рамках административно-территориальной «реформы» по новому делению Харьковской области[5][6] Волчанский район Харьковской области был ликвидирован; входящие в него населённые пункты и его территории присоединены в основном к Чугуевскому району.
- Сельсовет просуществовал 99 лет.

## Населённые пункты совета
- село Второ́е Красноарме́йское[1] (с 2016 — Кири́лловка)
- село Москалёвка
- село Погоре́лое